# Bertha Sanseverino
Bertha Sanseverino   (Montevideo, 25 d'abril de 1946 - Montevideo, 18 de juny de 2018) va ser una política uruguaiana que pertanyenia al Frente Amplio, sector Assemblea Uruguai (Front Líber Seregni).

## Biografia
Als darrers anys de la dècada del 1960 va ser militant universitària i es va integrar al Frente Amplio des de la seva creació el 1971. Després del cop d'Estat de 1973 va continuar amb una activa militància política clandestina. Va haver d'exiliar-se a França amb la seva filla el 1977, després de la detenció del seu marit Nelson Latorre.
A França va participar junt amb Amnistia Internacional, Ligue des droits de l'homme, Frères des Hommes i diverses organitzacions, en activitats de solidaritat amb el poble uruguaià i per la llibertat dels presos polítics de la dictadura uruguaiana. En aquest marc es va assolir l'alliberament de Nelson Latorre, qui també es va exiliar a França el 1981.
Amb el retorn de la democràcia el 1985, Bertha Sanseverino i la seva família van retornar a l'Uruguai i van tornar a militar en el Frente Amplio. Quan el llavors dirigent frenteamplista independent Danilo Astori resol conformar el sector Assemblea Uruguai el 1994, ella es va integrar dins de el grup fundador de la mateixa.
En les eleccions de 1994 va ser elegida regidora a la Junta Departamental de Montevideo. Va ser reelecta el 1999, totalitzant deu anys com a parlamentària departamental entre 1995 i 2004. Si bé va integrar diverses comissions, la seva tasca principal va ser com a presidenta de la Comissió de Drets Humans i Polítiques Socials en forma ininterrompuda durant aquests deu anys.
Amb l'assumpció de Tabaré Vázquez com a president en el primer govern de Frente Amplio al març de 2005, va ser designada coordinadora del Pla d'Atenció Nacional a la Emergència Social (PANS), dins el Ministeri de Desenvolupament Social. A la finalització d'aquest pla, va ser designada directora Nacional d'Assistència Crítica i Inclusió Social (DINACIS) de la mateixa Ministeri, càrrec que va renunciar al febrer de 2010 per assumir el seu escó com a diputada.

## Activitat parlamentària
Va ser diputada nacional elegida pel període 2010 a 2014 per Montevideo pel Frente Amplio.
Va ser presidenta de la comissió de Salut i Benestar Social a la Cambra de Diputats de Parlament Uruguaià i va integrar les comissions de Població i Desenvolupament, i Habitatge, Territori i Medi Ambient. Així mateix va participar activament de la Bancada Bicameral Femenina.
Va integrar el sector Assemblea Uruguai dins el Frente Amplio i va formar part tant de la direcció partidària d'Assemblea Uruguai (Consell Polític Nacional) com la del Frente Amplio (Taula Política Nacional) com a delegada del seu sector.